# Mohamed Ali Ben Hammouda (football, 1989)
Pour les articles homonymes, voir Mohamed Ali Ben Hammouda et Ben Hammouda.
Mohamed Ali Ben Hammouda, né le 1er janvier 1989 à Tunis, est un footballeur tunisien évoluant au poste d'attaquant.

## Carrière
- septembre 2008-janvier 2015 : Espérance sportive de Tunis (Tunisie)
  - août 2009-juin 2010 : Étoile sportive de Béni Khalled (Tunisie), en prêt
  - juillet 2011-juin 2012 : Étoile sportive de Béni Khalled (Tunisie), en prêt
  - juillet-décembre 2012 : Club sportif de Hammam Lif (Tunisie), en prêt
  - janvier-juin 2013 : Stade tunisien (Tunisie), en prêt
  - août 2013-juin 2014 : El Gawafel sportives de Gafsa (Tunisie), en prêt
- janvier 2015-août 2016 : Avenir sportif de La Marsa (Tunisie)
- août 2016-août 2017 : Étoile sportive de Métlaoui (Tunisie)
- août 2017-juillet 2018 : Al Khaleej (Émirats arabes unis)
- juillet 2018-janvier 2019 : Masfout Club (en) (Émirats arabes unis)
- janvier-juillet 2019 : Al-Taawon (en) (Émirats arabes unis)
- juillet 2019-juillet 2021 : FC Dhaid (en) (Émirats arabes unis)

## Palmarès
- Championnat de Tunisie : 2011
- Coupe de Tunisie : 2011